# Fernando Valenzuela
Fernando Valenzuela Anguamea (ur. 1 listopada 1960 w Etchohuaquila, zm. 22 października 2024 w Los Angeles) – meksykański baseballista, który występował na pozycji miotacza, sześciokrotny uczestnik Meczu Gwiazd, zdobywca Cy Young Award, członek Caribbean Baseball Hall of Fame.

## Życiorys

### Początki kariery
Pierwszy zawodowy kontrakt podpisał w 1978 roku z zespołem Guanajuato Tuzos, występującym w Mexican Central League. W swoim pierwszym sezonie występów zanotował bilans W-L 5–6 przy wskaźniku ERA 2,23. W 1979 występował w Leones de Yucatán z Liga Mexicana de Béisbol osiągając statystyki 10-12 W-L, 2,49 ERA. Podczas występów w lidze meksykańskiej, Valenzuela był obserwowany przez skauta Los Angeles Dodgers Mike’a Brito i 6 lipca 1979 klub Major League Baseball wykupił jego kontrakt za 120 tysięcy dolarów.

### Los Angeles Dodgers

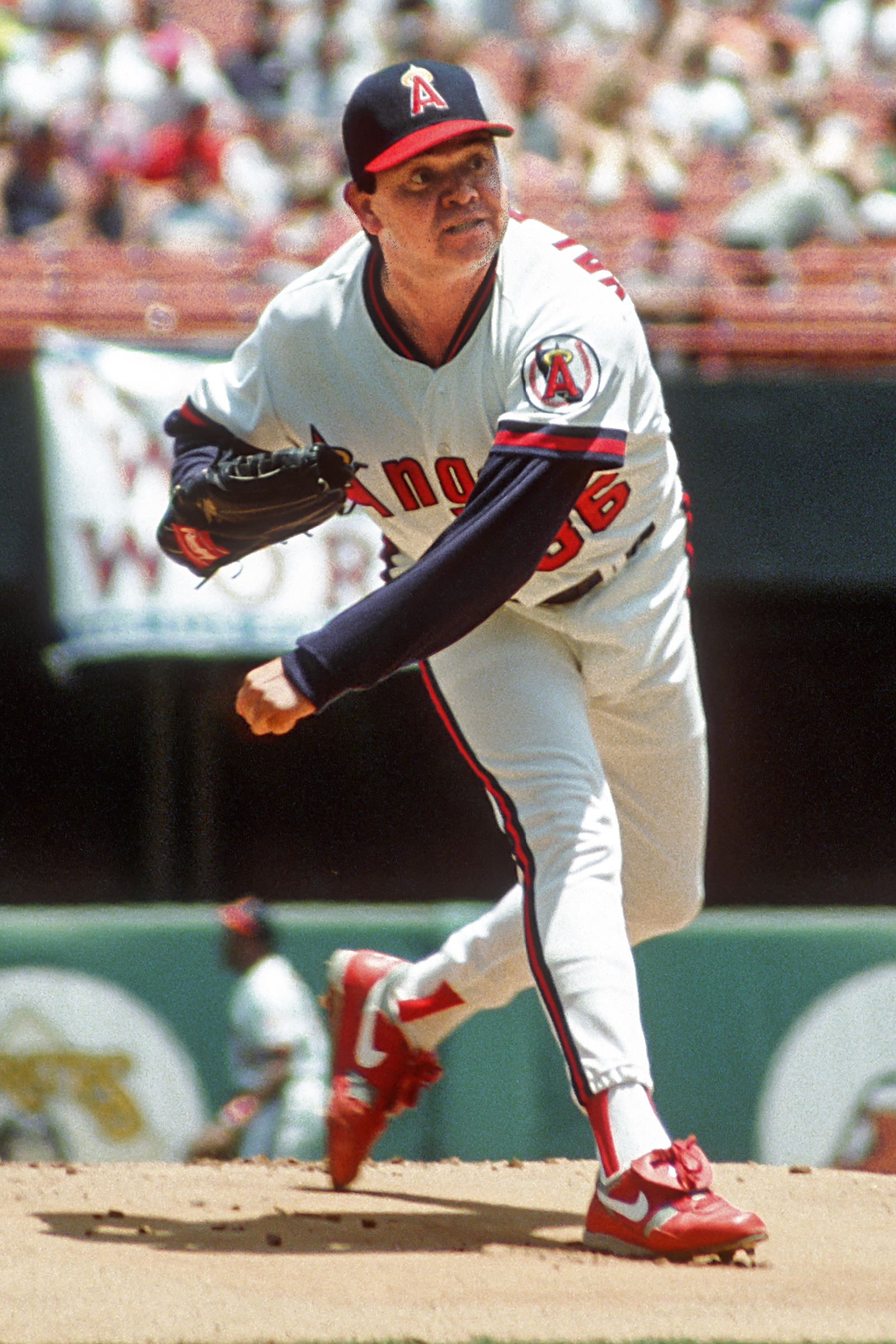
Fernando Valenzuela jako zawodnik California Angels.

Debiut w organizacji zaliczył w 1979 w zespole Lodi Dodgers (poziom Class A), w którym rozegrał trzy mecze. Sezon 1980 rozpoczął od występów w San Antonio Dodgers (Double-A). W 27 spotkaniach uzyskał bilans W-L 13-9 przy wskaźniku ERA 3,10. 15 września 1980 zadebiutował w MLB w meczu przeciwko Atlanta Braves jako reliever.
Przed rozpoczęciem sezonu 1981 został ogłoszony trzecim starterem w zespole, jednak pomimo kontuzji pierwszego miotacza Jerry’ego Reussa, Valenzuela został wystawiony na mecz otwarcia przeciwko Houston Astros, w którym zaliczył complete game shutout. W swoich pierwszych ośmiu startach zaliczył osiem zwycięstw, siedem pełnych meczów i pięć shutoutów, a wskaźnik ERA wyniósł 0,50. 9 sierpnia 1981 po raz pierwszy wystąpił w Meczu Gwiazd. W 1981 Valenzuela został pierwszym zawodnikiem w historii, który otrzymał nagrodę Cy Young Award i został wybrany najlepszym debiutantem w jednym sezonie. Ponadto otrzymał Silver Slugger Award. W World Series, w których Dodgers pokonali New York Yankees 4–2 w serii best-of-seven, zagrał w meczu numer 3, zaliczając zwycięskie complete game. Jego postawa w meczach w sezonie 1981 spowodowała zwiększenie zainteresowania meczami społeczności latynoskiej w Los Angeles, a okres ten znany jest pod nazwą „Fernandomania”.
W 1983 został uznany przez trenerów i menadżerów najlepszym uderzającym miotaczem w National League i otrzymał po raz drugi w karierze Silver Slugger Award. 15 lipca 1986 w swoim szóstym występie w All-Star Game, wyrównał rekord należący do Carla Hubbella zaliczając 5 strikeoutów z rzędu. W tym samym roku zanotował najwięcej zwycięstw w National League (21) i zaliczył najwięcej pełnych meczów w MLB (20), a w głosowaniu do nagrody Cy Young Award zajął 2. miejsce za Mikiem Scottem z Houston Astros. W 1988 nie zagrał w zwycięskich dla Dodgers World Series z powodu kontuzji ramienia. 29 czerwca 1990 w meczu przeciwko St. Louis Cardinals na Dodger Stadium zanotował no-hittera.

### Późniejszy okres
W lipcu 1991 podpisał kontrakt jako wolny agent z California Angels, w lutym 1993 z Baltimore Orioles, zaś w czerwcu 1994 z Philadelphia Phillies. W kwietniu 1995 został zawodnikiem San Diego Padres, a po raz ostatni w MLB zagrał 14 lipca 1997 reprezentując St. Louis Cardinals. W 1999 otrzymał zaproszenie od klubu Los Angeles Dodgers na występy w spring training, ale odmówił. W 2003 został włączony do Hispanic Heritage Baseball Hall of Fame, a dwa lata później został wybrany do Major League Baseball’s Latino Legends Team.
W 2006, 2009 i 2013 był członkiem sztabu szkoleniowego reprezentacji Meksyku na turnieju World Baseball Classic. W 2013 został uhonorowany członkostwem w Caribbean Baseball Hall of Fame.

## Nagrody i wyróżnienia
| Nagroda/wyróżnienie      | Lata                               | Źródło |
| 6× All-Star              | 1981, 1982, 1983, 1984, 1985, 1986 | [ 4 ]  |
| Gold Glove Award         | 1986                               | [ 4 ]  |
| 2× Silver Slugger Award  | 1981, 1983                         | [ 4 ]  |
| NL Cy Young Award        | 1981                               | [ 4 ]  |
| Zwycięzca w World Series | 1981                               | [ 5 ]  |